# Likouala-aux-Herbes
Likouala-aux-Herbes är ett vattendrag i Kongo-Brazzaville, ett biflöde till Sangha. Det rinner genom departementen Likouala och Cuvette, i den centrala delen av landet, 400 km nordost om huvudstaden Brazzaville.